# Pedro Zingone
Pedro Antonio Zingone Guarzo (ur. 20 lipca 1898 w Montevideo, zm. ???) – piłkarz urugwajski, pomocnik.
Jako piłkarz klubu Lito Montevideo był w kadrze reprezentacji podczas turnieju Copa América 1923, gdzie Urugwaj zdobył mistrzostwo Ameryki Południowej. Zingone nie zagrał w żadnym meczu.
Zingone, nadal jako gracz Lto, był również na Igrzyskach Olimpijskich w 1924 roku, gdzie Urugwaj zdobył złoty medal. Także i tutaj nie zagrał w żadnym meczu.
Wciąż jako gracz klubu Lito był w kadrze reprezentacji podczas turnieju Copa América 1924, gdzie Urugwaj ponownie został mistrzem Ameryki Południowej. Zingone zagrał we wszystkich trzech meczach – z Chile (zdobył bramkę), Paragwajem i Argentyną.